# バリスタ (コーヒー)

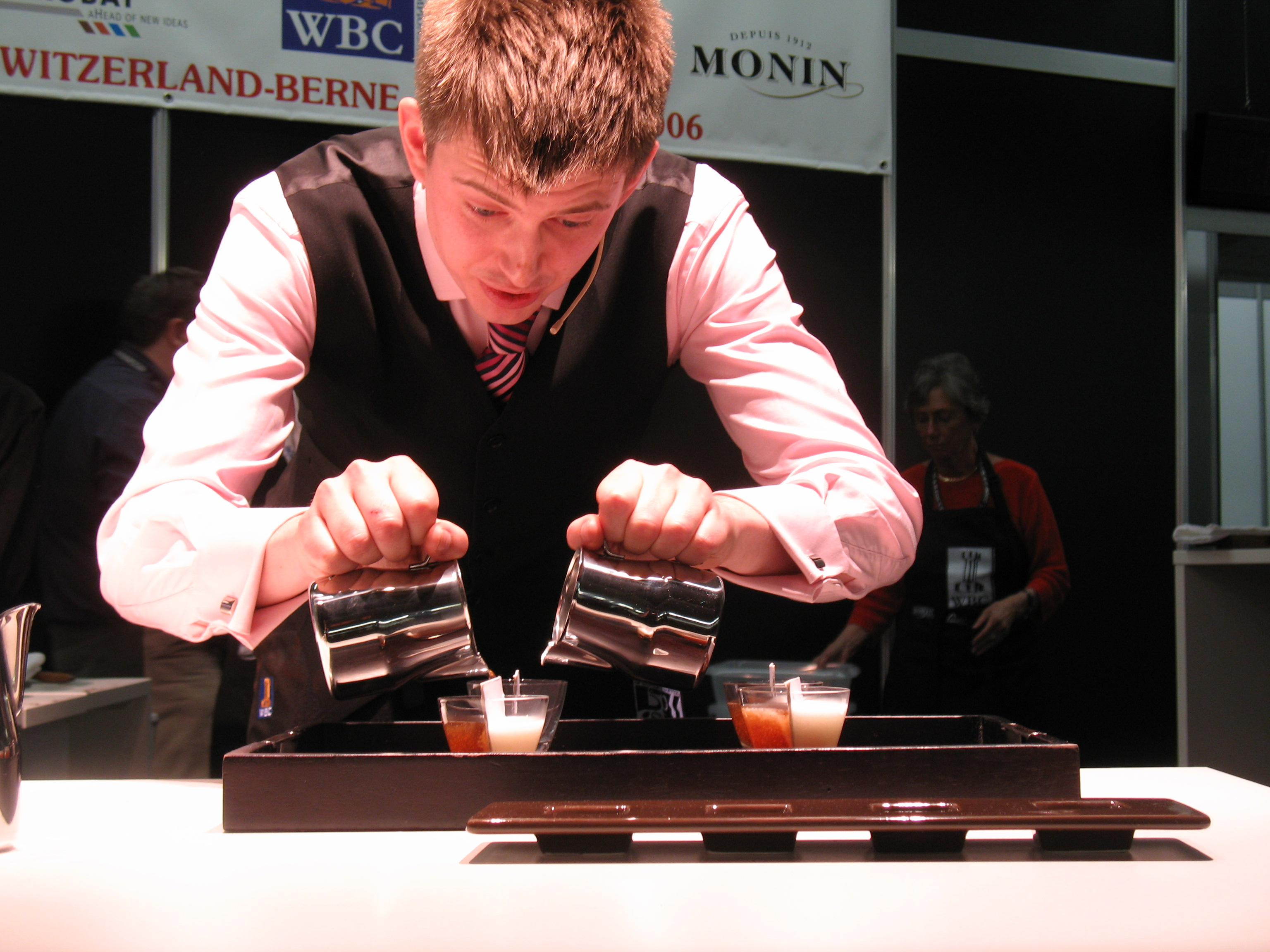
ワールド・バリスタ・チャンピオンシップで競技するバリスタ。

バリスタ（伊: barista）は、バールのカウンターに立ち、客からの注文を受けてエスプレッソをはじめとするコーヒーを淹れる職業、およびその職業についている人物をいう。
イタリアのバールには喫茶店やカフェとしての特徴がある。バーのバーテンダーがもっぱら酒類を扱うのに対し、バールで働くバリスタはノン・アルコールの飲料、とりわけコーヒーに関する知識と技術をもつ。欧州スペシャルティーコーヒー協会はバリスタのために3段階のレベルからなる技能認定試験を実施しており、筆記、口頭、実演の各試験に合格するほか実務経験も求められる。
なお、エスプレッソだけでなくパニーニ（パニーノの複数形）やアルコール、更にはサービス全般など、“バールに関する全てに精通している者”という意味で、バリスタではなくバールマンと呼ばれたがるバール店員もいる。

## 競技会
各国ではバリスタとしての能力や技術を競う全国選手権大会が開かれており、それらの優勝者らが参加する世界選手権大会として、米国スペシャルティーコーヒー協会と欧州スペシャルティーコーヒー協会が2000年より開催する、ワールド・バリスタ・チャンピオンシップ（WBC）がある。2007年大会は、東京で開催された。
日本においては、日本スペシャルティーコーヒー協会と日本バリスタ協会の共催で、ジャパン・バリスタ・チャンピオンシップが2002年より行なわれており、エスプレッソ部門とサイフォン部門を設けている。

## 著名なバリスタ
- 井崎英典 - 2014年ワールド・バリスタ・チャンピオンシップ イタリア/リミニ大会で、アジア人初の優勝。
- 粕谷哲 - 2016年ワールド ブリューワーズカップ アイルランド/ダブリン大会で、アジア人初の優勝。
- 門脇洋之 - 2001年、2003年、2005年ジャパン バリスタ チャンピオンシップで優勝。2005年WBC2位、日本最高位。
- 横山千尋 - 1996年に日本人として初めてイタリア・バリスタ協会からバリスタとして認定された[1]。2002年、2004年ジャパン バリスタ チャンピオンシップで優勝[2]。
- サミー・ピッコロ（Sammy Piccolo） - カナダ、バンクーバーを拠点とするバリスタで、WBC2位（2004年、2006年）、同3位（2005年）。
- 宮前みゆき - 2007年ジャパン バリスタ チャンピオンシップで優勝。2007年ワールドチャンピオンシップに当時日本最年少（26歳）かつ初の女性代表として出場し4位を獲得。コンビニのコーヒー飲料の監修なども手懸けている。
- 石谷貴之 - 2017年、2019年、2023年のジャパン・バリスタ・チャンピオンシップで優勝。54の国と地域が参加した2024年ワールド・バリスタ・チャンピオンシップ 韓国/釜山大会で3位を獲得。アイスクリーム「MOW」や、カフェバー「æ (ash) zero-waste cafe & bar」（東京/渋谷）の監修なども手懸けている。
- 澤田洋史 - 2008年シアトルで開催された「フリーポア ラテアート チャンピオンシップ 2008・シアトル」にてアジア人初、かつ大会歴代最高得点でワールドチャンピオンとなる。
- 吉川寿子 - 2013年世界ラテ・アート選手権優勝。

## バリスタを題材とした作品
- バリスタ (漫画) - 原作・原案：花形怜、作画：むろなが供未による漫画。2010年から2013年まで芳文社の週刊漫画TIMESで連載され、全10巻が刊行されている。